# Mycogone psilocybina
Mycogone psilocybina är en svampart som beskrevs av Morgan-Jones & D.J. Gray 1979. Mycogone psilocybina ingår i släktet Mycogone och familjen Hypocreaceae.   Inga underarter finns listade i Catalogue of Life.